# Northumbria University
Die Northumbria University, offiziell University of Northumbria at Newcastle, ist eine staatliche Universität mit Sitz in Newcastle upon Tyne, Vereinigtes Königreich.

## Allgemeines

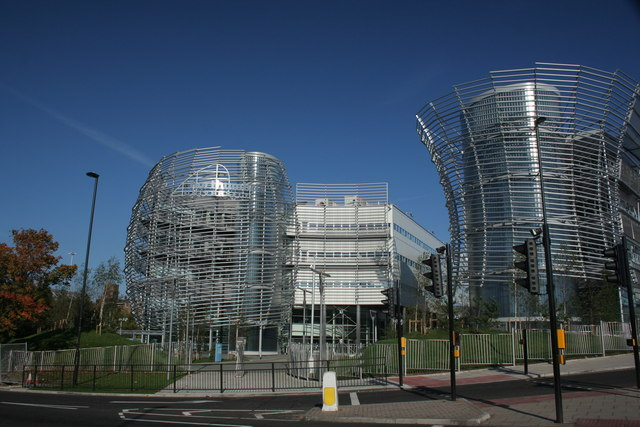
City Campus East

Die Universität besitzt zwei große Standorte. Der City Campus liegt im Herzen der Stadt Newcastle und ist entlang einer zentralen Straße in einen Ost- und einen Westteil unterteilt. Der zweite Campus liegt ca. 4 km außerhalb der Innenstadt und heißt nach der Straße, an der er gebaut ist Coach Lane Campus. Das Studienangebot erstreckt sich von Wirtschaft über Kunst und Design, Informatik, Umweltwissenschaften, Ingenieurwissenschaften, Medizin, Sportwissenschaften, Sportpsychologie und Pädagogik.
Die Newcastle Business School der Northumbria University ist durch ihre AACSB-Akkreditierung mittlerweile in die Top 20 im UK aufgestiegen.

## Geschichte
Die Ursprünge der Northumbria University liegen in drei regionalen Colleges: Rutherford College of Technology, gegründet von John Hunter Rutherford im Jahre 1894, dem College of Art & Industrial Design und dem Municipal College of Commerce.
Im Jahre 1969 wurden diese drei Institutionen zur Newcastle Polytechnic vereint. Im Jahre 1974 wurde das City of Newcastle College of Education Teil der Polytechnic. Das bereits im Jahre 1880 unter dem Namen Northern Counties College of Cookery and Household Management gegründete Northern Counties College of Education kam 1976 hinzu und begründet damit den Coach Lane Campus der Institution. In einem letzten Erweiterungsschritt wurde 1995 das Northumbria College of Health Studies in die School of Health, Community and Education Studies aufgenommen.
Im Zuge des landesweiten Prozesses, in dem die Polytechnika zu Universitäten umfirmiert wurde, erhielt die Einrichtung 1992 den noch heute offiziell gültigen Namen University of Northumbria at Newcastle. Seit dem Jahr 2002 nutzt die Universität allerdings fast ausschließlich den Namen Northumbria University.

## Struktur der Universität
Die Universität ist in vier Fakultäten gegliedert:
- Faculty of Arts, Design and Social Sciences mit den Bereichen
  - Arts, Humanities, Media and Social Sciences
  - Northumbria Design
- Faculty of Business and Law mit den Bereichen
  - Newcastle Business School
  - Northumbria School of Law
- Faculty of Engineering and Environment mit den Bereichen
  - Built and Natural Environment
  - Computing, Engineering and Information Sciences
- Faculty of Health and Life Sciences mit den Bereichen
  - Health, Community and Education Studies
  - Life Sciences

Zudem unterhält die Northumbria University mehrere Service-Einrichtungen wie beispielsweise die studentische Verwaltung, Universitätssport, Mensen oder auch das Rechenzentrum.
Geleitet wird die Universität wie in Großbritannien üblich vom Vize-Kanzler. Zurzeit ist dies Andrew Wathey. Er steht der so genannten University Executive vor, die insgesamt 15 Personen umfasst. Hierzu gehören auch die Vorstände der vier Fakultäten.

## Wissenschaft und Forschung
Es existieren 21 Forschungszentren bzw. Cluster: Diese sind:
- Architecture, Built Environment and Planning
- Biomolecular and Biomedical Research Centre
- Brain, Performance and Nutrition Research Centre (BPNRC)
- Building Information Modelling (BIM) Academy
- Business Subject Groups
- Centre for Collaborative Gerontology
- Centre for Evidence and Criminal Justice Studies
- Centre for Design Research
- Centre for Environmental and Spatial Analysis (CESA)
- Centre for Public Policy
- Centre for Translational Research in Public Health (FUSE) (partner)
- Cognition and Communication Research Centre (CoCo)
- Communication, Library and Information Systems
- Community, Health and Education Studies Research Centre (CHESs)
- Computer Science and Informatics
- Engineering, Physics and Materials Science
- Geography and Environmental Studies
- Mathematics, Statistics and Astrophysics
- Northumbria University Centre for Forensic Science (NUCFS)
- Northumbrian Environmental Training Research Centre (NETREC)
- Sport Exercise and Wellbeing (SEW)

Beim Research Assessment Exercise 2008, der in der Regel alle fünf Jahre stattfindenden Bewertung der höheren Bildungsanstalten im Vereinigten Königreich konnte die Universität vor allem in den Bereichen „Nursing and Midwifery“, „Art and Design“ und „History of Art, Architecture and Design“ mit jeweils 15 % der Arbeiten im höchsten Level „4*“ gute Erfolge verbuchen. In den Bereichen „General Engineering and Mineral & Mining Engineering“ sowie „Architecture and the Built Environment“ wurden 45 % der Arbeiten in die zweithöchste Stufe „3*“ eingeordnet. Hiermit landete die Universität auf Platz 88 im Vergleich aller britischen Universitäten.

## Universitätsleben
Durch die zentrale Lage des City Campus spielt sich das studentische Leben vor allem in der Innenstadt von Newcastle upon Tyne ab. Die Stadt am Fluss Tyne ist vor allem für ihre sehenswerten Brücken und zahlreichen Galerien und Museen wie das Baltic Centre for Contemporary Art bekannt, die auch Dank des zumeist freien Eintritts gerne von den Studenten genutzt werden. Zudem hat sich Newcastle in den letzten Jahren zu einer wahren Party-Hochburg mit zahlreichen Pubs, Clubs und Bars entwickelt. Hierzu tragen auch die insgesamt etwa 50.000 Studenten der Northumbria University sowie der benachbarten Newcastle University bei.
Die studentische Vertretung (Students' Union) der Northumbria University, kurz NSU, ist äußerst aktiv. Neben der Organisation zahlreicher gemeinnütziger Aktionen wie das Sammeln von Spenden tritt die NSU auch als Veranstalter unzähliger Partys auf. Außerdem betreibt sie Coffee Shops, Bars und Nachtclubs. Im Jahre 2011 wurde die NSU als beste studentische Vertretung des Landes ausgezeichnet.

## Internationale Beziehungen
Die Universität unterhält Partnerschaften zu weltweit 26 Universitäten (Stand: 30. September 2013,). Hierbei gibt es Abkommen zu studentischem Austausch, gemeinsamen Abschlüssen und weiterer Zusammenarbeit. Die 26 Partneruniversitäten sind:
- Beijing Sport University, Peking, China
- Central University of Finance & Economics, China
- HELP University, Malaysia
- Hong Kong University SPACE
- MAHSA University College, Malaysia
- Republic Polytechnic, Singapur
- Shanghai University of Sport, China
- VTC (SHAPE) Hong Kong
- Xi’an Institute of Physical Education, China
- St George's University, Grenada
- Accadis Hochschule, Bad Homburg, Deutschland
- Vrije Universiteit, Brüssel, Belgien
- University of Jyväskylä, Finnland
- Kajaani University of Applied Sciences, Finnland
- Université Marc Bloch, Straßburg, Frankreich
- Sporthochschule Köln, Deutschland
- Universität Bayreuth, Deutschland
- Hanze University Groningen, Niederlande
- Hogeschool Van Amsterdam, Niederlande
- Università Degli Studi di Roma (Foro Italico), Rom, Italien
- Universidade Técnica de Lisboa, Lissabon, Portugal
- INEFC, Barcelona, Spanien
- Universidad Autonoma de Madrid, Spanien
- Universidad Europea de Madrid, Spanien
- University of Minnesota, USA
- University of Regina, Kanada

## Zahlen zu den Studierenden
Von den 28.325 Studenten des Studienjahrens 2019/2020 waren 14.850 weiblich (52,4 %) und 13.465 männlich (47,5 %). 21.315 Studierende kamen aus England, 225 aus Schottland, 120 aus Wales, 610 aus Nordirland, 1.180 aus der EU und 4.825 aus dem Nicht-EU-Ausland. 20.455 (72,2 %) der Studierenden strebten 2019/2020 ihren ersten Studienabschluss an, sie waren also undergraduates. 7.875 (27,8 %) arbeiteten auf einen weiteren Abschluss hin, sie waren postgraduates. Davon arbeiteten 620 in der Forschung, das heißt zumeist als Doktorand.
Im akademischen Jahr 2011/2012 waren 29.300 Studierende eingeschrieben, davon 2.210 Ausländer, und die Universität beschäftigte 3.210 Mitarbeiter.